# 가이우스 (법률가)

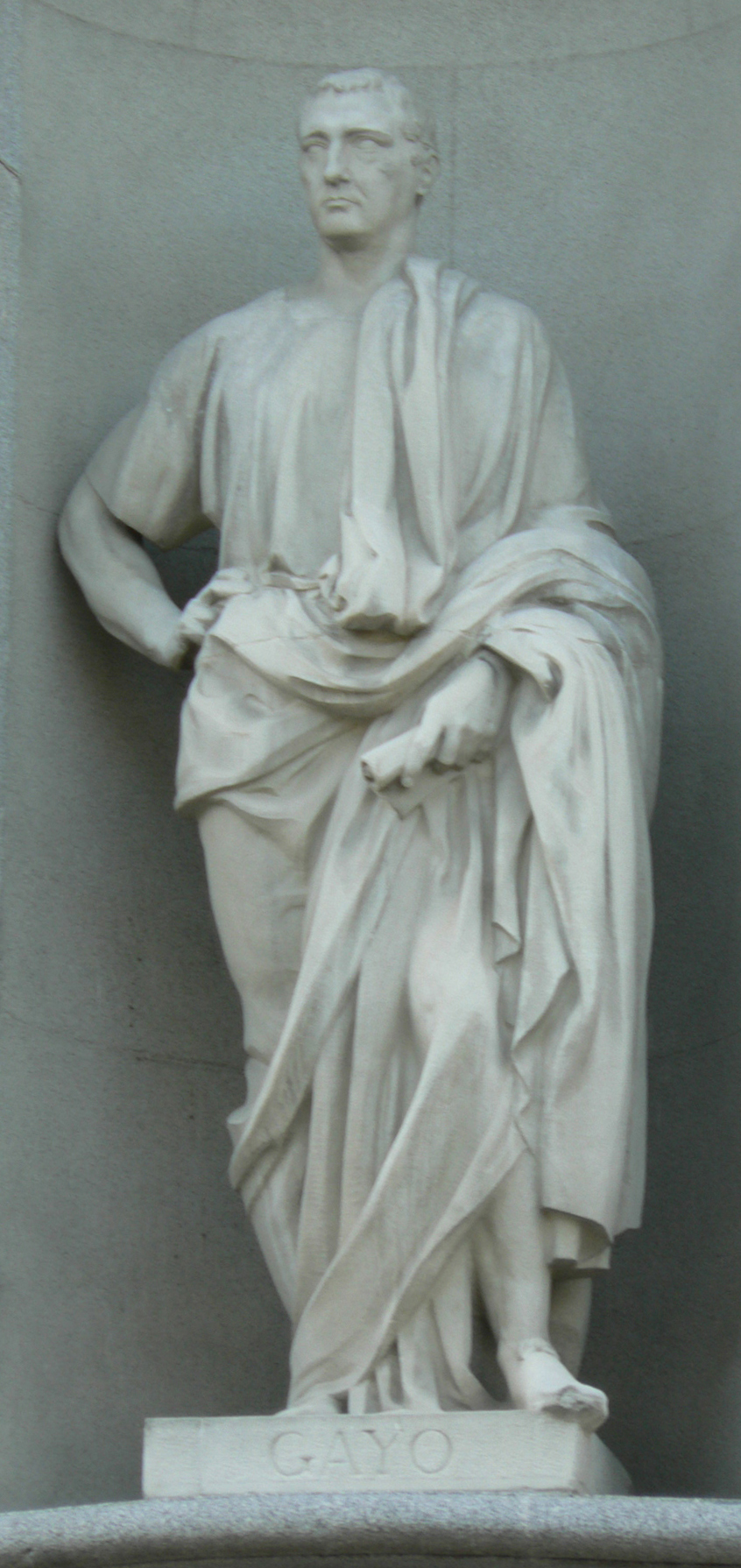
가이우스 또는 카이 우스 ; 로마 법학자

가이우스 (Gaius, AD 130–180)은 유명한 로마 법학자였다. 학자들은 그의 개인적인 삶을 거의 알지 못한다. 그의 개인 이름 (로마식 작명법 )이 가이우스 (Gaius) 인지 아니며 카이우스 (Caius) 조차 찾아내기가 불가능하다. 그의 이름과 마찬가지로 그의 수명을 파악하기도 어렵지만 AD 110년부터 AD 179년까지 살았다 고 가정하는 것이 문안하다.

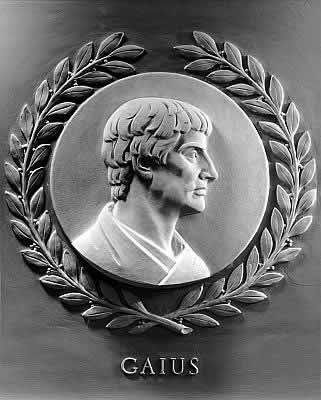
미국 하원 의원실에 있는 가이우스 부조

 그의 생애에 대해서는 뚜렷한 자료가 없어 확실히 알 수 없다. 로마의 법학자가 대개 정치적으로도 활약하였던 것과는 달리 그는 예외적으로 순수한 학자로 일생을 마친 듯하다. 동시대의 법학자가 그의 저서를 인용하지 않았기 때문에 가공의 인물일 것이라는 설도 있었으나, 오늘날에는 부정되고 있다. 그의 주요 저서 《법학제요(法學提要): Institutiones》(4권, 161)는 당시의 법학자의 저서 중에서 원형 그대로 오늘날까지 전해진 유일한 문헌이다. 1816년에 프로이센의 역사가인 니부르가 로마 교황청에 공사(公使)로 부임하던 도중 베로나에서 사본(寫本)을 발견하였고, 이 사본을 바탕으로 거의 완전하게 복원(復元)되었다.
이 저서는 법학의 입문서(入門書)이지만 로마법의 역사적 설명을 중시하고 있어, 실제적 ·현실적 해결에 힘을 경주하였던 당시의 법학으로 보아서는 이색적이었다. 이것이 후세의 법학에 끼친 영향은 매우 큰데, 4~5세기경부터 각지에서 교과서로 사용되었고, 유스티니아누스 1세 때의 로마 대법전 편찬 사업 3부 중의 《법학제요》의 구성은 완전히 이 저서에 따른 것이었다. 특히, 민사소송제도(民事訴訟制度)의 서술은 그 이전의 시대의 실정을 직접 전해 주고 있는 점에서 거의 유일한 사료(史料)이며, 오늘날 로마법을 알아보는 데 있어서 귀중한 문헌이다.

## 같이 보기
- 인용법
- 로마법
- 법적 역사

## 참고 문헌
- 네이버 지식백과, 가이우스 [Gaius] (두산백과)